# Ніколаєвка (Щучанський район)
Нікола́євка (рос. Николаевка) — присілок у складі Щучанського району Курганської області, Росія. Входить до складу Ніколаєвської сільської ради.
Населення — 258 осіб (2010, 395 у 2002).
Національний склад станом на 2002 рік: росіяни — 93 %.